# Cina(…)
Cina[…] war ein antiker römischer Toreut (Metallbildner), der wahrscheinlich in der zweiten Hälfte des 1. Jahrhunderts in Italien tätig war.
Cina[…] ist heute nur noch aufgrund eines unvollständig erhaltenen Signaturstempels auf einer Kasserolle aus Bronze bekannt. Diese wurde in Grobnik bei Triest gefunden. Heute befindet sich das Stück im Archäologischen Museum in Zagreb.

## Einzelbelege
1. ↑  Inventarnummer ?; Richard Petrovszky: Studien zu römischen Bronzegefäßen mit Meisterstempeln. Leidorf, Buch am Erlbach 1993, S. 218, Nr. C.13.01; CIL 11, 6717,1.

| Personendaten    | Personendaten                              |
| ---------------- | ------------------------------------------ |
| NAME             | Cina[…]                                    |
| KURZBESCHREIBUNG | antiker römischer Toreut                   |
| GEBURTSDATUM     | 1. Jahrhundert v. Chr. oder 1. Jahrhundert |
| STERBEDATUM      | 1. Jahrhundert oder 2. Jahrhundert         |